# Heinkel He 60
Die Heinkel He 60 war ein deutsches See-Beobachtungsflugzeug in Doppeldeckerbauweise, das von den Ernst Heinkel Flugzeugwerken in den 1930er Jahren entwickelt wurde.

## Geschichte
Die Heinkel He 60 wurde im Rahmen der geheimen Wiederaufrüstung der Reichsmarine als katapult- und hochseefähiges Aufklärungsflugzeug entwickelt. Das am 29. November 1929 vom Chef der Marineleitung vorgelegte Fertigungsprogramm Marineluft sah ursprünglich den Bau von 212 Maschinen der 1928 entwickelten HD 30 als Marine-Beobachtungsflugzeug vor. Die mit diesem Typ bei Katapultstarts gesammelten Erfahrungen und die Erfahrungen der Lufthansa mit der HE 12 führten schließlich zu der Erkenntnis, dass ein speziell für Katapultstarts konzipiertes Flugzeug benötigt wurde – die HD 60. 1930 wurde Heinkel mit dem Bau des Musterflugzeuges beauftragt, der HD 60 (W.Nr.380, D-2157). Die Fertigstellung der Maschine erfolgte im August 1931; drei Monate später folgte die HD 60a (W.Nr.381, D-2176). Nach der Werkserprobung bei Heinkel wurden die Maschinen zugelassen und der Erprobungsstelle See des RDL (Reichsverband der Luftfahrtindustrie) in Travemünde übergeben. Am 16. Dezember 1931 stürzte die am 2. Dezember in Travemünde eingetroffene D-2176 bei einem Bahnneigungsflug infolge Überbeanspruchung mit dem Piloten Karl Wiborg an Bord ab, wobei dieser den Tod fand. Die D-2157 verblieb in Travemünde, wo es vermutlich auch zu dem Unfall kam, bei dem sie durch den Bruch des Getriebegehäuses das Untersetzungsgetriebe mit der Luftschraube verlor. Aufgrund der sich daraus ergebenden Verzögerungen erhielt das Flugzeug, die D-2157, erst im August 1932 seine endgültige Zulassung auf die Ernst Heinkel Flugzeugwerke GmbH (DVL-Abnahme: 10. April 1933). Der dritte Prototyp, die He 60B (W.Nr.418, D-2325, später D-IKAV), absolvierte seinen Erstflug allem Anschein nach im August 1932, denn ab September 1932 erfolgte die Erprobung durch die E-Stelle in Travemünde und im Dezember 1932 die Übergabe an den RDL. Kurz nach der Erprobung der He 60B entschied sich die Marineleitung für den Bau der He 60. Heinkel erhielt den Auftrag für eine Serie von zehn Maschinen (W.Nr.431 bis 440), die als He 60C bezeichnet wurden (Musterflugzeug: W.Nr.431, D-2486). Die Auslieferung erfolgte an die DVS Warnemünde. Nach weiteren Erprobungen in Travemünde schloss sich eine verbesserte Serie von 17 He 60D (W.Nr.485-501) an, dessen Musterflugzeug (W.Nr.485, D-3214, später D-IGOQ) – wie die anderen auch – bei Heinkel in Warnemünde gefertigt wurde. Da das Reichsluftfahrtministerium (RLM) mittlerweile die Zahl der zu bauenden Maschinen erhöht hatte, wurden weitere Werke in die Lizenzfertigung eingebunden. Es handelte sich dabei um Arado (ab Februar 1935: 238 Maschinen) und die Weser Flugzeugbau GmbH in Einswarden (ab Mai 1936: 76 Maschinen). Zusammen mit den von Heinkel gebauten 47 Flugzeugen nahm das RLM bis März 1938 insgesamt 361 Serienflugzeuge ab. Eine höhere Stückzahl erreichte als Seeflugzeug nur noch die Ar 196. Im Herbst 1984 wurden aus dem österreichischen Toplitzsee zwei Schwimmer der He 60 aus der Produktion von November 1936 geborgen. Sie dienten dort als Schwimmkörper für ein Floß, das von der Versuchsstation der Chemisch-Physikalische Versuchsanstalt der Marine (CPVA) genutzt wurde.

## Einsatz

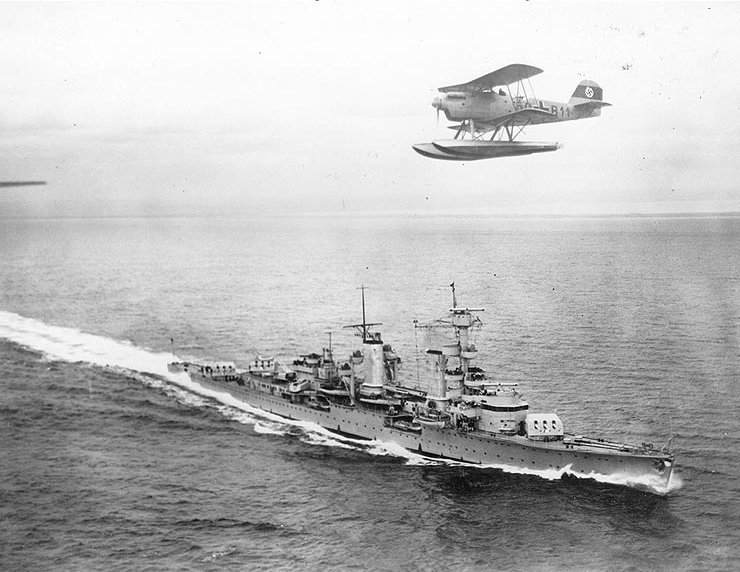
Leichter Kreuzer Köln mit einer Heinkel He 60

Die He 60 hatte zeit ihres Einsatzes mit einer scheinbaren Untermotorisierung zu kämpfen, da sie bei etwa 3400 kg Startmasse mit dem für damalige deutsche Verhältnisse starken BMW VI lediglich auf ein Leistungsverhältnis von 5,15 kg/PS kam. Dies lag jedoch daran, dass zur Erhöhung der Lebensdauer die Leistung des Motors verringert wurde. Die He 60 spielte trotz allem eine wichtige, wenn auch unspektakuläre Rolle beim Wiederaufbau der Seefliegerverbände und war lange Zeit bei Schulungseinheiten wie der Flugzeugführerschule (See) und der Fliegerwaffenschule 2 (See) zu finden. So forderte der Aufstellungsplan vom 29. August 1935 die Ausrüstung von drei Küstenfliegerstaffeln und zwei Bordfliegerstaffeln bis zum Oktober 1938. Standen sie zu diesem Zeitpunkt noch auf fast allen mit einem Katapult ausgestatteten Kriegsschiffen im Einsatz, vollzog sich gerade dort durch den forcierten Einsatz der Ar 196 ein recht schneller Wandel. So standen per November 1939 nur noch 31 He 60 bei den Einsatzverbänden (3./606, 3./806, 1./906 und 5./196). Für den 1. Mai 1940 waren noch 242 He 60 registriert, jedoch – von wenigen Ausnahmen abgesehen – nur bei Schulverbänden. Im November 1940 wurde diese Anzahl auf 180 reduziert und der Rest verschrottet. Eine kurzfristige Reaktivierung der Maschinen erfolgte im Frühjahr 1941 mit der Aufstellung der Aufklärungsfliegergruppen 125 bzw. 126 und deren Verlegung nach Griechenland, bereits Ende 1941 wurden die 1./126 und die 2./126 auf die Ar 196 umgerüstet. Die ausgemusterten Flugzeuge wurden einigen Balkanstaaten angeboten, allerdings ohne Erfolg. Ein Teil der Maschinen fand 1941 Verwendung als Zieldarsteller sowie im See- und Sumpfnotdienst in Lappland. Zehn He 60 kamen bei der Sonderstaffel Buschmann (die sich unter dem Kommando von Hauptmann Gerhard Buschmann vor allem aus estnischen Freiwilligen rekrutierte) beim Absetzen von Agenten u. ä. zum Einsatz. Im Juli 1944 wurde die letzte Maschine aus dem Schulbetrieb ausgemustert. Am 30. September 1944 waren noch zehn He 60 im Bestand der Luftwaffe registriert, die jedoch keine operativen Einsätze mehr flogen.
Im spanischen Bürgerkrieg wurde die He 60 ab Ende Oktober 1936 im Rahmen der Legion Condor (LC) von der Seefliegerstaffel AS/88 eingesetzt. Die Einsätze der insgesamt acht Maschinen verliefen unspektakulär, zumal man sie nach dem Unfall der He 60 „La Fiera del Mar“ am 5. Februar 1937 nur noch selten flog. Daher beschloss die Führung der LC die Abgabe der He 60 an die Spanier, womit im Mai 1937 auch begonnen wurde. Am 1. September 1939 wurden alle Seeflugzeuge der Aviacion National (mit Ausnahme der Dornier Wal) in der 51. Grupo de Hidros zusammengefasst. Später erfolgte Umstrukturierungen sahen die He 60 noch in verschiedenen Verbänden, bis am 2. November 1945 nur noch die „60.6“ (bezeichnet als „HR.2-6“) übrig war. Die Geschichte der spanischen He 60 endete mit dem Bruch der „HR.2-6“ am 28. August 1948 und ihrer Streichung aus den Bestandslisten am 21. April 1949.
Interesse an zwölf He 60 zeigte 1943/44 auch Portugal. Da jedoch keine Einigung zustande kam, wurden die Maschinen im Herbst 1944 verschrottet. Ähnliches traf auf Verkaufsverhandlungen mit Bulgarien und Rumänien zu, die sich letztendlich für die Ar 196 bzw. die He 114 entschieden (eine Ausnahme machten die beiden He 60, die den bulgarischen Seefliegern in Warna als Schulflugzeuge dienten).

## Technische Beschreibung
Als einstieliger, gestaffelter Doppeldecker in Gemischtbauweise, besaß die He 60 ein zweiholmiges Holzgerüst mit Stoffbespannung als Tragwerk. Der Rumpf war als Stahlrohrfachwerk mit Stoffbespannung ausgeführt (die Triebwerksverkleidung ausgenommen), das Leitwerk als stoffbespanntes Leichtmetallgerüst mit abgestrebter Höhenflosse. Die beiden Leichtmetallschwimmer waren gekielt und einstufig, die Mannschaftskabinen waren offen. Die starre Holzluftschraube war zweiblättrig, der Schmier- und Kraftstoffbehälter (672 Liter) befand sich unter dem Pilotensitz.

## Technische Daten
| Kenngröße                | Daten (He 60 B-2)                                                     | Daten (He 60 E)                                                                             |
| ------------------------ | --------------------------------------------------------------------- | ------------------------------------------------------------------------------------------- |
| Besatzung                | 2                                                                     | 2                                                                                           |
| Länge                    | 11,5 m                                                                | 11,63 m                                                                                     |
| obere Spannweite         | 13,50 m                                                               | 13,50 m                                                                                     |
| untere Spannweite        | 12,4 m                                                                | 13,00 m                                                                                     |
| Höhe in Fluglage         | 5,3 m                                                                 | 5,15 m                                                                                      |
| Flügelfläche             | 56 m²                                                                 | 56,2 m²                                                                                     |
| Flächenbelastung         | 60,3 kg/m²                                                            |                                                                                             |
| Leistungsbelastung       | 5,14 kg/PS                                                            |                                                                                             |
| Leermasse                | 2410                                                                  | 2523 kg                                                                                     |
| Rüstmasse                | 2730 kg                                                               | 2732 kg                                                                                     |
| Zuladung                 | 670 kg                                                                | 816 kg                                                                                      |
| Treibstoff               | 390 kg                                                                | 485 kg                                                                                      |
| Flugmasse                | 3400 kg                                                               | 3548 kg                                                                                     |
| Triebwerk                | 1 × BMW VI 6,0 ZU (Getriebe 1,61:1)                                   | 1 × BMW VI 6,0 ZU (Getriebe 1,61:1)                                                         |
| Startleistung            | 660 PS (485 kW) bei 1650/min in Bodennähe                             | 660 PS (485 kW) bei 1650/min in Bodennähe                                                   |
| Nennleistung             | 660 PS (485 kW) bei 1650/min in Bodennähe                             | 660 PS (485 kW) bei 1650/min in Bodennähe                                                   |
| Propeller                | starre Zweiblatt-Holzluftschraube mit 3,1 m Durchmesser               | starre Zweiblatt-Holzluftschraube mit 3,1 m Durchmesser                                     |
| Höchstgeschwindigkeit    | 240 km/h in Bodennähe 235 km/h in 1000 m Höhe 220 km/h in 2000 m Höhe | 240 km/h                                                                                    |
| Marschgeschwindigkeit    | 215 km/h in Bodennähe 210 km/h in 1000 m Höhe 195 km/h in 2000 m Höhe |                                                                                             |
| Landegeschwindigkeit     | 90 km/h                                                               | 90 km/h                                                                                     |
| Steigzeit auf 1000 m     | 3,2 min                                                               | 3,2 min                                                                                     |
| Steigzeit auf 2000 m     | 8,2 min                                                               | 7,5 min                                                                                     |
| Steigzeit auf 4000 m     |                                                                       | 20 min                                                                                      |
| operationelle Gipfelhöhe | 5000 m                                                                | 5000 m                                                                                      |
| Reichweite               | 945 km                                                                | 945 km                                                                                      |
| Bewaffnung               | 1 × bewegliches 7,92-mm-MG 15 in Drehkranz D 30, 825 Schuss           | 1–2 × starre synchronisierte 7,92-mm-MG 17, 1 × bewegliches 7,92-mm-MG 15 in Drehkranz D 30 |